# Steenhuistermolen
De Steenhuistermolen (Fries: Steenhuistermûne) is een poldermolen nabij het Friese dorp Stiens, dat in de Nederlandse gemeente Leeuwarden ligt.

## Beschrijving
De Steenhuistermolen, een maalvaardige grondzeiler die ongeveer drie kilometer ten oosten van Stiens staat, werd in 1880 gebouwd voor de bemaling van de Steenhuisterpolder. Nadat de molen in 1952 door een storm was beschadigd, werd overwogen om hem te vervangen door een windmotor, maar dit plan werd weer verlaten. In 1962 brak een van de roeden, wat in 1967 werd hersteld. Twee jaar later verloor de Steenhuistermolen zijn functie, doordat mechanische bemaling werd ingevoerd. In 1985 werd hij eigendom van de Stichting De Fryske Mole. De molen, die in 2000 voor het laatst werd gerestaureerd, is op afspraak te bezichtigen.